# Yilong
Yilong, tidigare stavat Ilung, är ett härad som lyder under Nanchongs stad på prefekturnivå i Sichuan-provinsen i sydvästra Kina. Det ligger omkring 250 kilometer öster om provinshuvudstaden Chengdu.